# Albina Grčić
Albina Grčić (født 6. februar 1999) også kendt som Albina er en kroatisk sangerinde, der repræsenterede Kroatien ved Eurovision Song Contest 2021 i Rotterdam med sangen "Tick-Tock", 